# Вальденго
Вальденго (итал. Valdengo) — коммуна в Италии, располагается в регионе Пьемонт, в провинции Бьелла.
Население составляет 2567 человек (2008 г.), плотность населения составляет 361 чел./км². Занимает площадь 7 км². Почтовый индекс — 13855. Телефонный код — 015.
Покровителем коммуны почитается священномученик Власий Севастийский (San Biagio), празднование 3 февраля.

## Демография
Динамика населения:

## Администрация коммуны
- Официальный сайт: